# Molophilus incognitus
Molophilus incognitus är en tvåvingeart som beskrevs av Alexander 1946. Molophilus incognitus ingår i släktet Molophilus och familjen småharkrankar. Inga underarter finns listade i Catalogue of Life.